# Каза Палоне (Рим)
Каза Палоне је насеље у Италији у округу Рим, региону Лацио.
Према процени из 2011. у насељу је живело 10 становника. Насеље се налази на надморској висини од 482 м.